# أموغان-1
أموغان-1 هي بلدة في مقاطعة شهرسبز في ولاية قشقداريا في أوزبكستان.